# 하주연
하주연(1986년 6월 16일 ~ )은 전 스타제국 소속의 대한민국 걸 그룹 쥬얼리의 전 멤버이자 유튜버이다.

## 학력
- 계성국민학교
- 여의도 초등학교 (졸업)
- 여의도중학교,granada highschool(LA,valley)
- 산타모니카대학(중퇴)

## 음반

### 참여 앨범
- 2016년 7월 30일 -【언프리티 랩스타 3 Track 1】

### 솔로 앨범
- 2007년 3월 28일 - 디지털 싱글 《우리의 소리를 찾아서》 발표 (With. 팝핀현준)
- 2009년 12월 17일 - 디지털 싱글 《첫눈에 뿅! (Remix)》 발표 (With. 바니)

### 피쳐링
- 2007년 서인영 - 〈너를 원해〉
- 2008년 윤화재인 - 〈가지마〉
- 2008년 이파니 - "Fantastic Girl"
- 2008년 김경록 - 〈이젠 남이야〉
- 2009년 KCM - 〈있을 때잘해〉
- 2009년 PD TOMMY - 〈O형 (D-Day)〉
- 2009년 배슬기 - 〈지겨워〉
- 2009년 나윤권 - "Let It Snow"
- 2010년 홍경민 - 〈진이〉
- 2010년 정인 - "Girls On Shock"
- 2010년 투나이스 - 〈왜이래〉
- 2010년 제리 - 〈사랑한다〉
- 2010년 최현준 - "Luv With U"

## 출연 작품

### TV
- KMTV 《골든힛트쏭》 진행
- M.net 《쇼미더머니5》 출연 (1차 예선 탈락)
- M.net 《언프리티 랩스타 3》 출연 (3번째 영구 탈락)

### 웹예능
- 유튜브 《노빠꾸 탁재훈 탁스패치》

### 뮤직 비디오
- 서인영 - 너를 원해
- 쥬얼리 - 모두 다 쉿!
- 쥬얼리 - One More Time
- 쥬얼리S - 데이트
- 쥬얼리 - 버라이어티
- 쥬얼리 - Love Story
- 서인영 - 신데렐라
- 낯선 - 놀러와
- 쥬얼리 - Back It Up
- 쥬얼리 - PASS